# YouTube Music
Јутјуб Музика (енг. YouTube Music) је сервис за стримовање музике који је развио Јутјуб, подружница компаније Гугл. Пружа прилагођени интерфејс за услугу, оријентисан на стриминг музике, омогућавајући корисницима да претражују песме и музичке видео записе на Јутјубу на основу жанрова, плејлиста и препорука.
Услуга такође нуди премијум ниво, који омогућава репродукцију без огласа, позадинску репродукцију и преузимање песама за репродукцију ван мреже. Ове погодности претплате се такође нуде претплатницима на Гугл Плеј музику и Јутјуб Премијум. Услуга је заменила Гугл Плеј музику као Гуглов главни бренд за стримовање музике 1. децембра 2020.

## Историја
Апликација Јутјуб Музика је представљена у октобру 2015. и објављена следећег месеца; његово објављивање уследило је упоредо са откривањем Јутјуб Премијума (првобитно названог Јутјуб Ред), веће услуге претплате која покрива целокупну Јутјуб платформу, укључујући апликацију Музика. Иако је сувишна за постојећу Гуглову услугу претплате на Гугл Плеј музику са потпуним приступом, апликација је дизајнирана за кориснике који првенствено конзумирају музику преко Јутјуба.  
Јутјуб је 17. маја 2018. најавио нову верзију услуге Јутјуб Музика, укључујући веб-базирани десктоп плејер и редизајнирану мобилну апликацију, динамичније препоруке засноване на различитим факторима и коришћење Гугл технологије вештачке интелигенције за претрагу песама на основу стихове и описе. Поред тога, Јутјуб Музика је постала засебна претплатничка услуга (позиционирана као директнији конкурент Епл Музици и Спотифају), која нуди стриминг без огласа и позадину/само звук, и преузимање за репродукцију ван мреже, за музички садржај на Јутјубу. Предности услуге ће и даље бити доступне као део постојеће Јутјуб Премијум (раније Јутјуб Ред) услуге и претплатницима на Гугл Плеј музику са потпуним приступом. Претплата на Јутјуб Музици је по цени од 9,99 америчких долара месечно у складу са ценом конкуренције; цена Јутјуб Премијум је истовремено повећана на 11,99 америчких долара за нове претплатнике.  
У 2018. Јутјуб Музика је постигла више спонзорских уговора са Дик Кларк Продакшнсом како би служила као партнер за њихове телевизијске специјале Dick Clark's New Year's Rockin' Eve и Америчке музичке награде.  
Јутјуб Музика је постала доступна на паметним звучницима Гугл Помоћника (укључујући паметне звучнике Гугл Нест ) 18. априла 2019. године, а репродукција са ограниченом функцијом која је подржана огласима доступна је за оне који нису претплатници у само ограниченом броју земаља. 

## Карактеристике
Доступност музике укључује многа издања мејнстрим извођача и протеже се на било који видео категорисан као музика на Јутјуб сервису.
Јутјуб Музика је првобитно функционисала паралелно са Гугл Плеј музиком, али је ова друга угашена у децембру 2020.  Менаџер производа Aлајас Ромeн изјавио је 2018. да су имали за циљ да постигну паритет функција са Гугл Плеј музиком пре него што пребаце кориснике на њу, али од 2021. то није постигнуто.   
У септембру 2019. Јутјуб Музика је заменила Гугл Плеј музику у основном пакету Гугл Мобилни Сервиси који се дистрибуира на новим Андроид уређајима.   У мају 2020. објављено је ажурирање које омогућава увоз са Гугл Плеј музике, укључујући купљену музику, плејлисте, библиотеке у облаку и препоруке.  Услуга и даље садржи регресије у односу на Гугл Плеј музику, укључујући нефункционалност музичке продавнице на мрежи (не могу да се купују песме), а потребна је претплата на Јутјуб Музика Премијум да би се звучници библиотеке у облаку пребацили на Гугл Нест паметне звучнике. Гугл је навео да планирају да поправе овај и друге „празнине“ у функцијама између услуга пре него што се Плеј Музика угаси, међутим, у време гашења већина недостатака у функцијама није била отклоњена.  
Функција „при-сејв“ за надолазећа издања је додата у мају 2020. 

### Претплате
Бесплатни ниво репродукује песме у верзији музичког видеа где је применљиво. Премијум ниво репродукује званичне нумере са албума осим ако корисник не тражи верзију музичког видеа. Претплатници Јутјуб Музика Премијума и Јутјуб Премијума могу да пређу на режим само за звук који може да се репродукује у позадини док се апликација не користи. Бесплатни ниво не дозвољава само аудио режим са репродукцијом у позадини јер приказује видео рекламе. 
| Претплата              | Огласи           | Прескакање и рибање | Режим ван мреже | Позадинска репродукција | Квалитет звука |
| ---------------------- | ---------------- | ------------------- | --------------- | ----------------------- | -------------- |
| Бесплатно              | Подржљиви огласи | Неограничено        | Само Јутјуб Го  | Недоступна              | 128 кб/с AAC   |
| Јутјуб Музика Премијум | Нема             | Неограничено        | Доступно        | Доступна                | 256 кб/с AAC   |
| Јутјуб Премиум         | Нема             | Неограничено        | Доступно        | Доступна                | 256 кб/с AAC   |

Јутјуб Музика Премијум и Јутјуб Премијум планови су доступни у индивидуалним и породичним варијантама. Породични план омогућава до шест чланова породице из истог домаћинства да приступе функцијама плана. Студенти који испуњавају услове могу остварити попуст на индивидуални план.

## Географска доступност
Услуга је доступна у 100 земаља: Америчка Самоа, Аргентина, Аруба, Аустралија, Аустрија, Бахреин, Белорусија, Белгија, Белизе, Бермуда, Боливија, Босна и Херцеговина, Бразил, Британска Девичанска острва, Бугарска, Канада, Кајманска острва, Чиле, Колумбија, Костарика, Хрватска, Кипар, Чешка Република, Данска, Доминиканска Република, Еквадор, Египат, Салвадор, Естонија, Финска, Француска, Француска Гвајана, Француска Полинезија, Немачка, Грчка, Гвадалупе, Гуам, Гватемала, Хондурас, Хонг Конг, Мађарска, Исланд, Индија, Индонезија, Ирска, Израел, Италија, Јапан, Кувајт, Летонија, Либан, Лихтенштајн, Литванија, Луксембург, Малезија, Малта, Мексико, Холандија, Нови Зеланд, Никарагва, Нигерија, Северна Македонија, Северна Маријанска острва, Норвешка, Оман, Панама, Папуа Нова Гвинеја, Парагвај, Перу, Филипини, Пољска, Португал, Порторико, Катар, Румунија, Русија, Руанда, Самоа, Саудијска Арабија, Србија, Сингапур, Словачка, Словенија, Јужна Африка, Јужна Кореја, Шпанија, Шведска, Швајцарска, Тајван, Тајланд, Турска, острва Туркс и Кајкос, Украјина, Уједињени Арапски Емирати, Уједињено Краљевство, Сједињене Америчке Државе, Девичанска острва Сједињених Држава, Уругвај и Венецуела.    

## Видите такође
- Листа Јутјуб Музика извођача са највећом претплатом